# Zachód Wallischa

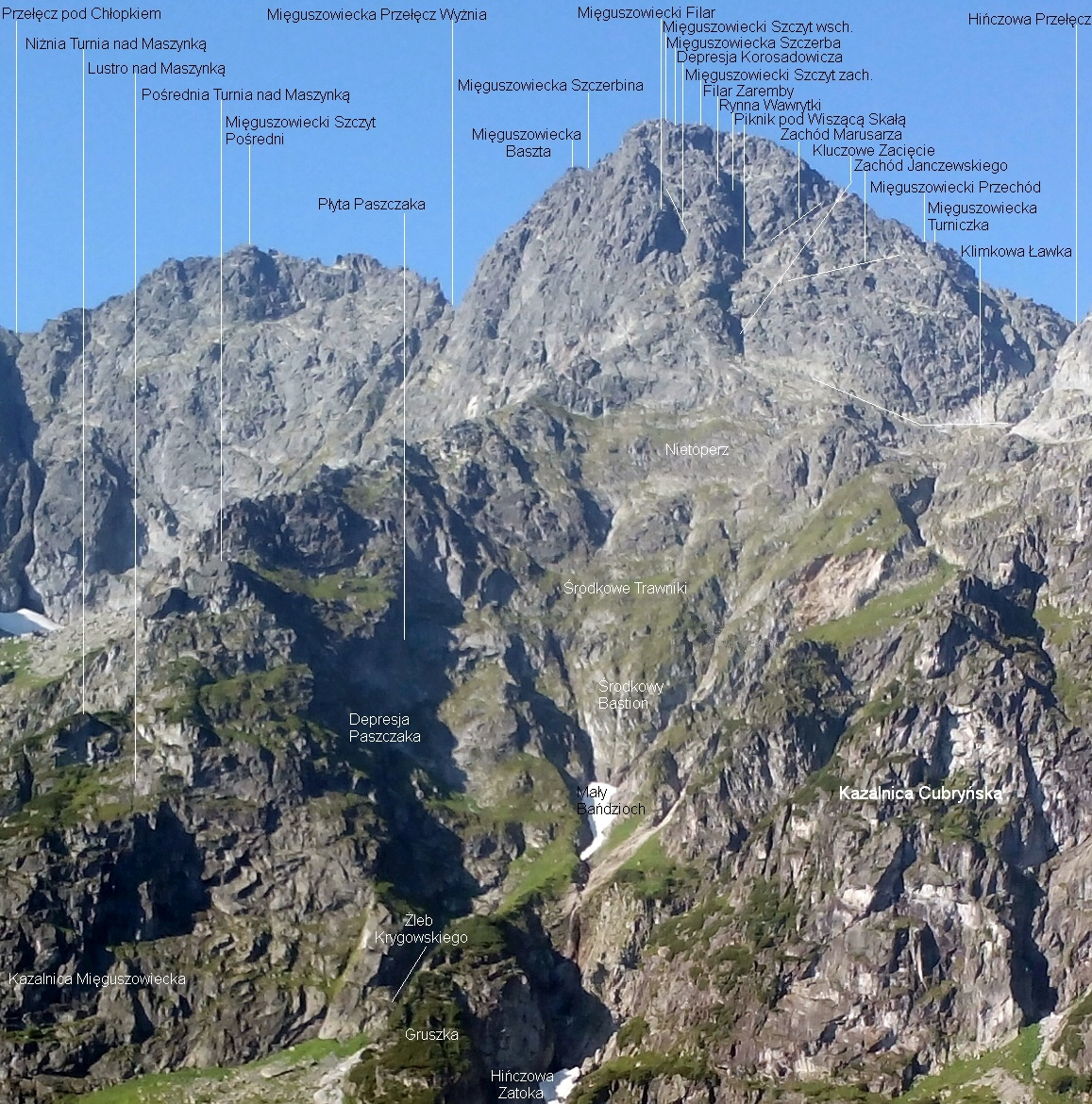
Formacje skalne na północnej ścianie Mięguszowieckiego Szczytu

Zachód Wallischa – zachód na północnej ścianie Mięguszowieckiego Szczytu w polskich Tatrach Wysokich. Jest to system trawiastych zachodów ciągnących się od Siodełka nad Czołówka przez Depresję Paszczaka do Małego Bańdziocha.
Zachodem Wallischa prowadzi droga wspinaczkowa ze Skalnistego Piargu, Żlebem Krygowskiego, Depresją Paszczaka i Zachodem Wallischa na Siodełko nad Czołówką. Trudności w skali tatrzańskiej: 0+, I, na dwóch krótkich odcinkach II, kruszyzna, strome trawy. Z Siodełka nad Czołówką są dwie możliwości zejścia; albo powrót tą samą trasą, albo zejście Żlebem Ratowników i Wyżnią Maszynką do Bańdziocha. Drogami tymi chodzili głównie ratownicy TOPR-u począwszy od lat 80. XX wieku podczas szkoleń, ćwiczeń i akcji ratowniczych. Władysław Cywiński poleca zejście z Siodełka nad Czołówką Żlebem Ratowników. Pisał: Trawersu Zachodem Wallischa i zejścia Żlebem Krygowskiego nie polecam najgorszemu wrogowi.
Autorem nazwy zachodu jest Władysław Cywiński. Upamiętnił nią Karola Wallischa, który pierwszy (wraz z Bogumiłem Pawłowskim i Marianem Sokołowskim) nim 
przeszedł 20 sierpnia 1926 r.